# آنو سیتارا
آنو سیتارا (انگلیسی: Anu Sithara) بازیگر هندی است که بیشتر در  فیلم‌های مالایالم نقش آفرینی می‌کند. او همچنین در تعدادی از فیلم‌های تامیل بازی کرده است. او اولین بازی خود را در سال ۲۰۱۳، به عنوان هنرمند خردسال در فیلم بمب پتاس (Pottas Bomb) انجام داد. آنو همچنین در رقص بهاراتاناتیام تعلیم دیده است و به خاطر اجراهای رقص خود روی صحنه معروف است.

## فیلم‌شناسی
- تمام فیلم‌ها مالایالم- زبان، به جز آنهایی که مشخص گردیده‌اند

| سال  | نام فیلم      | نقش          | نکات       | مرجع.         |
| ---- | ------------- | ------------ | ---------- | ------------- |
| ۲۰۱۵ | انارکلی       | اتیرا        | نقش کوتاه  |               |
| ۲۰۱۶ | عروسی مبارک   | شهینا        |            | [ ۴ ] [ ۵ ]   |
| ۲۰۱۷ | باغ عدن رامان | مالینی       |            | [ ۶ ]         |
| ۲۰۱۸ | کاپیتان       | آنیتا        |            | [ ۷ ] [ ۸ ]   |
| ۲۰۱۹ | تو و من       | هاشمی        |            | [ ۹ ] [ ۱۰ ]  |
| ۲۰۱۹ | شب بخیر       | سریجا کریشنا |            | [ ۱۱ ] [ ۱۲ ] |
| ۲۰۱۹ | مامانگام      | مانی‌یام      |            | [ ۱۳ ] [ ۱۴ ] |
| ۲۰۲۱ | جنگل          | مالی         | فیلم تامیل | [ ۱۵ ] [ ۱۶ ] |
| ۲۰۲۲ | دوازدهمین مرد | مرین         |            | [ ۱۷ ] [ ۱۸ ] |
| ۲۰۲۳ | مومو در دوبی  | خدیجه محمد   |            | [ ۱۹ ]        |
| ۲۰۲۳ | ده سر         |              | فیلم تامیل | [ ۲۰ ]        |

## جوایز و کاندیدا شدن
| سال  | جایزه                                       | بخش           | فیلم          | دستاورد    | مرجع.  |
| ---- | ------------------------------------------- | ------------- | ------------- | ---------- | ------ |
| ۲۰۱۷ | جایزه فیلم‌فیر برای بهترین بازیگر - مالایالم | بهترین بازیگر | باغ عدن رامان | کاندید شده | [ ۲۱ ] |
| ۲۰۱۸ | شصت و پنجمین دورۀ جوایز فیلم‌فیر جنوب        | بهترین بازیگر | باغ عدن رامان | کاندید شده | [ ۲۲ ] |
| ۲۰۱۹ | شصت و ششمین دورۀ جوایز فیلم‌فیر جنوب         | بهترین بازیگر | کاپیتان       | کاندید شده | [ ۲۳ ] |
| ۲۰۱۹ | هشتمین دورۀ جوایز بین‌المللی فیلم جنوب هند   | بهترین بازیگر | کاپیتان       | کاندید شده | [ ۲۴ ] |
| ۲۰۱۹ | جایزه فیلم‌فیر برای بهترین بازیگر - مالایالم | بهترین بازیگر | کاپیتان       | کاندید شده | [ ۲۵ ] |